# カイル・スメイン
カイル・デイビッド・スメイン（Kyle David Smaine、1991年6月27日 - 2023年1月29日）は、アメリカ合衆国のフリースタイルスキー選手。

## 経歴
カリフォルニア州出身。2015年のFISフリースタイルスキー世界選手権ハーフパイプで金メダルを獲得した。
2021年11月18日には、2010年にニュージーランドをヒッチハイク中に出会ったジェナ・ドラミス（Jenna Dramise）と結婚した。
2023年1月29日、長野県小谷村白馬乗鞍岳のバックカントリーで雪崩に巻き込まれ死去。31歳没。スメインは同月25日から長野県観光機構から旅費支援を受ける前提で、マウンテン・ガゼット誌カメラマンのグラント・ガンダーソン、プロスキーヤーのアダム・ユーら3人で日本を訪れていた。一方で、スメイン一行は登山届を提出しておらず、観光機構側も旅程の詳細を把握していなかった。